# 艾達·布萊克傑克
艾達·布萊克傑克（英語：Ada Blackjack，1898年5月10日—1983年5月29日）是一位因紐皮雅特女性，參與過加拿大北極探險先鋒維爾哈穆爾·史蒂芬森（Vilhjalmur Stefansson）所指派遠征西伯利亚北部弗兰格尔岛的活動，是1921年到當地探險隊的五名成員之一。在遠征隊三名成員失踪及一名身亡的情況下，艾達·布萊克傑克成為這支隊伍的唯一生還者，其最終於1923年8月19日獲救。

## 背景
艾達出生於距離阿拉斯加州所罗门八英里的雲杉溪偏遠地區。艾的父親在其八歲過世，之後母親將她和她妹妹送到阿拉斯加诺姆的卫理公会教會學校。在那裡她是由教她閱讀英語和縫紉的傳教士所撫養長大。她16歲結婚，夫妻生育有三個孩子，但只有一個在嬰兒期倖存下來。在丈夫拋棄她後，她便進行離婚，而與她兒子貝內特一起搬回了她母親居住的諾姆。離婚使艾達一貧如洗，令她暫時不得不將貝內特安置在孤兒院，以更好地治理小童的肺结核。
1921年，她參加了一支由楚科奇海前往俄羅斯弗兰格尔岛的北極探險隊，隊伍是由加拿大探險家艾倫·克勞福德率領，同時是受維爾哈穆爾·史蒂芬森所資助、謀劃及主推。她被招募加入探險時，任務是為團隊縫製皮衣。

## 遠征

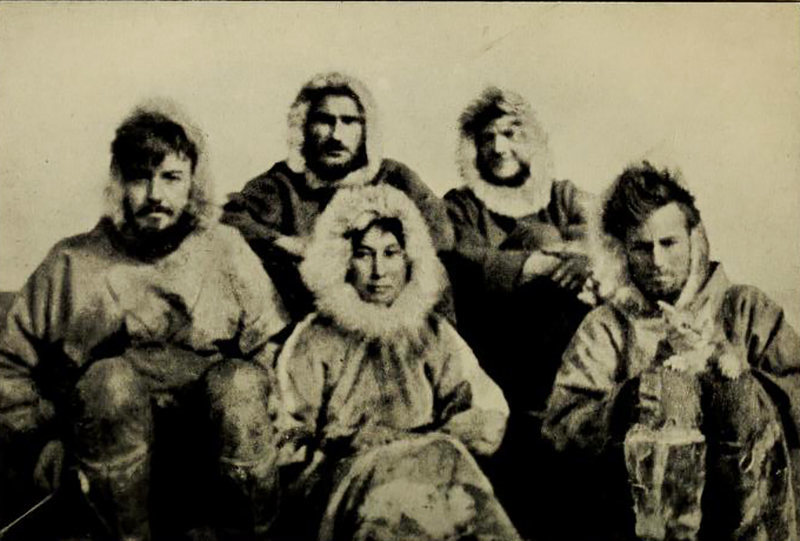
1921年探險隊合照。

史蒂芬森基於投機意向試圖為加拿大獲取該島，而派出包括艾達及一名歐裔加拿大人、三名歐裔美國人，作為先遣移民者。探险者們是由史蒂芬森根據他們過往的經驗和學歷而精心挑選的。史蒂芬森當時是考慮了選擇出在當時地理和其他科學領域具先進知識的人，來參加這次探險任務。
1921年9月15日，小隊正式被留在弗蘭格爾島上，以宣示加拿大或英國對該島的獲取狀態。艾達在當時對加入探險隊有很多疑慮，尤其是因為她被誤導相信自己只是眾多阿拉斯加原住民中一员而加入這支探險隊 。艾達在隊伍內曾被聘為廚師及裁縫，其他成員是美籍的洛恩·奈特（Lorne Knight）、米爾頓·加勒（Milton Galle）和弗雷德·毛雷爾（Fred Maurer），以及加拿大的艾倫·克勞馥（Allan Crawford）。毛雷爾是曾於1914年卡鲁克号海难倖存後，在該島上度過了八個月。
在島上起初的條件還算充足，但過了一年之後情況轉向更糟，不單止消耗完口粮，小隊也無法在島上獵殺到足夠多獵物來生存。1923年1月28日，其中三人最終試圖越過90英里冰凍的楚科奇海，前往西伯利亞尋求幫助和食物，而留下了艾達和生病的洛恩。染上壞血病的洛恩，是一直由艾达照料著，直到他於1923年6月23日離世。而其他三個人也從此失去踪影，所以除了艾達獨自一人，剩下的是探險隊的貓維多利亞。艾達在極度寒冷的條件下倖存下來，直到將近八個月後的1923年8月19日被斯蒂芬森的前同事哈羅德·諾伊斯（Harold Noice）救出，當時一些報章是稱讚她為真正的「女魯賓遜·克魯索」。
後來艾達用她省下来的積蓄，帶她兒子前往華盛頓州西雅圖以醫治他的肺結核。她還再婚誕下另一個兒子比利。最終她回到了北極，而在那終老。

## 晚年
艾達非常厭惡圍繞其經歷而肆意妄為的媒體馬戲團，也厭惡金主斯蒂芬森和拯救她的諾伊斯當時顯露出進一步汲取利益的意圖。除了遠征工資和被困島上時縫製皮草所賺回的幾百元外，艾達一直沒有從與她有關的遠征經歷書籍作品等方面獲得過任何更多的收益。
她最後是在帕尔默的州立退休設施-先鋒之家離世的，墓地位於安克拉治。

## 延伸閱讀
- Sonneborn, Liz.  Rev. New York: Facts On File. 2007. ISBN 9780816066940.
- Healy, Luke. . NoBrow. 2016. ISBN 9781910620069.

## 外部鏈接
- 達特茅斯學院圖書館所藏Ada Blackjack 資料檔案 （页面存档备份，存于）